# Ataque a Bélgorod de 2022
El ataque a Bélgorod ocurrió el 29 de marzo de 2022, cuando las autoridades locales informaron de una serie de explosiones frente a la ciudad rusa de Bélgorod, cerca de la frontera con Ucrania. Más tarde se informó que esas explosiones pueden haber sido causadas por un incendio.
El 1 de abril, según el gobernador ruso Vyacheslav Gladkov y un funcionario estadounidense no identificado, dos helicópteros ucranianos Mi-24 atacaron e incendiaron un depósito de combustible en Bélgorod, Rusia, en un ataque aéreo a baja altitud sin víctimas reportadas. Ucrania no confirmó ni negó la rendición de cuentas a las 3 p. m., 1 de abril, hora UTC. El funcionario de seguridad ucraniano Oleksiy Danilov negó que Ucrania estuviera detrás del ataque con helicóptero. Este es el primer presunto ataque aéreo ucraniano en territorio ruso desde el comienzo de la invasión rusa de Ucrania de 2022.